# کنگر (سرده)
کنگر، انگنار (نام علمی: Gundelia) نام یک سرده از تیره کاسنیان است.